# Physalis microphysa
Physalis microphysa är en potatisväxtart som beskrevs av Asa Gray. Physalis microphysa ingår i släktet lyktörter, och familjen potatisväxter. Inga underarter finns listade i Catalogue of Life.